# Sundvolden Grand Prix
Sundvolden Grand Prix, tidligere Grand Prix Norefjell (2011–2012) og Hadeland Grand Prix (2013–2015), er et cykelløb som siden 2011 arrangeres sammen med Ringerike Grand Prix (RGP) af Ringerike Sykkelklubb. Det havde oprindelig start på Hønefoss og mål på Norefjell, men blev i 2013 flyttet til Hadeland med start og mål forskellige steder, og har siden 2016 haft start ved Sundvolden Hotel med rute omkring Tyrifjorden og mål ved Kleivstua på toppen af Krokkleiva. Løbet er siden 2013 klassificeret som kategori 1.2 af UCI og er en del af UCI Europe Tour.

## Historie
I forbindelse med at RGP overlod sin status som UCI-rangeret etapeløb til Tour of Norway i 2011 og genopstod som et endagsløb, blev Grand Prix Norefjell startet som et tilsvarende søsterløb, men med en stejl stigning op til Norefjellstua som afslutning. Det var kun det første år at løbet endte på Norefjell som planlagt, for i 2012 blev det oprindelige løb aflyst på grund af fare for snevejr og et erstatningsløb for eliteklassen blev arrangeret med start og mål i Hønefoss og foregik omkring Tyrifjorden. Erstatningsløbet blev navngivet "Tyrifjorden Rundt" efter det historiske løb med samme navn.
I 2013 fik løbet UCI-klassificering 1.2 og ændret navn til Hadeland Grand Prix, med Hadeland som område for ruten, men første år var fortsat med start og mål på Hønefoss. I 2014 havde løbet start i Brandbu og afslutning opad Lynnebakken i Gran, mens det i 2015 havde både start og mål på Jaren. I 2016 ændret løbet igen navn, til Sundvolden Grand Prix, og har siden da haft start ved Sundvolden Hotel på Sundvollen, går en runde omkring Tyrifjorden og afslutter med en stigning opad Krokkleiva.

## Vindere
| År                                | Vinder               | Toer                    | Treer                |
| --------------------------------- | -------------------- | ----------------------- | -------------------- |
| Grand Prix Norefjell              |                      |                         |                      |
| 2011                              | Frederik Wilmann     | Bjørn Tore Hoem         | Christer Rake        |
| Erstatningsløb: Tyrifjorden Rundt |                      |                         |                      |
| 2012                              | Kristoffer Skjerping | Marius Hafsås           | Bjørn Tore Hoem      |
| Hadeland Grand Prix (UCI kat 1.2) |                      |                         |                      |
| 2013                              | Fredrik Strand Galta | Jesper Hansen           | Stian Remme          |
| 2014                              | Rasmus Guldhammer    | Lasse Bøchman           | Michael Olsson       |
| 2015                              | Søren Kragh Andersen | Fredrik Strand Galta    | Vegard Stake Laengen |
| Sundvolden Grand Prix             |                      |                         |                      |
| 2016                              | Andreas Vangstad     | Carl Fredrik Hagen      | Åsmund Romstad Løvik |
| 2017                              | Rasmus Guldhammer    | Carl Fredrik Hagen      | Audun Brekke Fløtten |
| 2018                              | Alexander Kamp       | Carl Fredrik Hagen      | Andreas Vangstad     |
| 2019                              | Trond Trondsen       | Sindre Lunke            | Brent Van Moer       |
| 2022                              | Martin Tjøtta        | Embret Svestad-Bårdseng | Mathias Bregnhøj     |
| 2023                              | Ådne Holter          | Mathias Bregnhøj        | Jack Rootkin-Gray    |
| 2024                              | Idar Andersen        | Simon Dalby             | Tobias Svarre        |